# کریستین تافدروپ
کریستین تافدروپ (به دانمارکی: Christian Tafdrup؛ زادهٔ ۸ آوریل ۱۹۷۸ در کپنهاگ) بازیگر، کارگردان و فیلم‌نامه‌نویس دانمارکی است.
او به عنوان بازیگر از سال ۱۹۹۳ فعال بوده و در فیلم‌ها و مجموعه‌های تلویزیونی همچون بعد از عروسی (۲۰۰۶)، جنایت (۲۰۰۷)، وثیقه (۲۰۱۰) در کنار دیگر آثار حضور داشته‌است. تافدروپ نخستین کارگردانی فیلم بلند خود را با فیلم والدین (۲۰۱۶) انجام داد که برای آن جایزه روبرت ۲۰۱۷ برای بهترین کارگردانی را دریافت کرد. او با کارگردانی بد حرف نزن (۲۰۲۲) مورد تحسین منتقدان قرار گرفت و جایزه بهترین انتخاب کارگردان را از جشنواره بین‌المللی فیلم‌های فوق‌العاده بوچئون ۲۰۲۲ دریافت کرد.

## جوایز (گزیده)
- ۲۰۱۴: جایزه روبرت برای بهترین بازیگر نقش مکمل مرد در یک سریال تلویزیونی برای «وثیقه»
- ۲۰۱۷: جایزه بودیل برای بهترین فیلمنامه برای «والدین»
- ۲۰۱۷: جایزه روبرت برای بهترین کارگردانی برای «والدین»
- ۲۰۱۸: جایزه روبرت برای بهترین فیلمنامه اصلی برای «یک زن وحشتناک» (دانمارکی: En frygtelig kvinde؛ همراه با مدس تافدروپ)
- ۲۰۲۲: جایزه بهترین انتخاب کارگردان برای «بد حرف نزن»[۱]